# Обезьяна на палке: убийства, безумие и кришнаиты
«Обезья́на на па́лке: уби́йства, безу́мие и кришнаи́ты» (англ. Monkey on a Stick: Murder, Madness and the Hare Krishnas) — книга американских журналистов Джона Хьюбнера (корреспондента газеты San Jose Mercury News) и Линдсей Грусон (корреспондента The New York Times). Книга была опубликована в 1988 году издательством Harcourt Brace Jovanovich и стала бестселлером.
«Обезьяна на палке» принадлежит к жанру документального детектива и повествует о первых двух десятилетиях истории Международного общества сознания Кришны (ИСККОН), уделяя основное внимание драматизированному описанию ряда преступлений, совершённых кришнаитами. Согласно газете The New York Times, книга повествует о том, как «улыбаясь на пути к просветлению, некоторые из кришнаитов занимались торговлей наркотиками, избиением жён, насилием над детьми, поджогами, мошенничеством, вымогательством, присвоением имущества, воровством и убийствами». Представленные в книге материалы используется деятелями антисектантского движения для дискредитации Международного общества сознания Кришны и его руководства.

## История написания и публикации
Первое издание книги вышло в 1988 году. Появлению книги в свет предшествовала статья тех же авторов под названием «В случае убийства набирайте „Ом“» («Dial OM for Murder»), опубликованная в журнале Rolling Stone в 1987 году. В статье описывался ряд преступлений, совершённых кришнаитами в США: два убийства, торговля наркотиками и пр. Журнал Rolling Stone имел тираж около миллиона экземпляров. Вдобавок к этому, статью перепечатали многие другие американские издания. В результате, скандальная публикация о кришнаитах оказалась практически везде.
Авторами статьи были журналисты Джон Хьюбнер и Линдсей Грусон. Хьюбнер работал корреспондентом калифорнийской газеты San Jose Mercury News, а Линдсей Грусон — The New York Times. Ранее, Хьюбнер и Грусон опубликовали ряд статей о кришнаитах в этих изданиях. Вскоре после выхода в свет статьи в Rolling Stone, известное американское издательство Harcourt Brace Jovanovich заключило с авторами договор на написание книги на эту тему. Хьюбнер и Грусон продолжили журналистское расследование, собрав большое количество информации, «варьировавшей от жуткой до комичной». На основе этих материалов, Хьюбнер и Грусон написали книгу «Обезьяна на палке», представив в ней «более развёрнутое, но от этого не ставшее более глубоким описание индуистского религиозного движения, основанного в 1965 году в манхэттенской Ист-Виллидж».
Член МОСК и редактор газеты ISKCON World Review Нори Мустер в своей книге «Предательство духа» вспоминает, что незадолго до выхода «Обезьяны на палке» в свет, министр по связям с общественностью ИСККОН Мукунда Госвами и председатель Руководящего совета ИСККОН Равиндра Сварупа встретились с Джоном Хьюбнером в храме ИСККОН в Лос-Анджелесе и дали ему интервью. Мукунда разрешил авторам использовать в книге фотографии из архивов издательства «Бхактиведанта Бук Траст» и официальной кришнаитской газеты ISKCON World Review. После этого, Хьюбнер пригласил Мукунду, Равиндру Сварупу и редакторов ISKCON World Review отобедать в кришнаитском вегетарианском ресторане, где между ними состоялась беседа о книге и о роли журнализма в демократическом обществе.
После выхода книги в свет, Ларри Кинг пригласил Джона Хьюбнера на своё шоу. Хьюбнер рассказал о том, что подвигло его на написание книги. Он, в частности, сказал:
Я — дитя 1960-х годов, Ларри. Я прекрасно помню, как эти люди впервые появились на улицах городов и в университетских кампусах. Интересно было наблюдать за тем, как индуизм пришёл в Америку. Я ничего не знал об этом и, подобно большинству людей, пошёл своим путём и забыл о них. Но спустя 15-20 лет, я узнал некоторые из вещей, которые ты упомянул — убийства, и прочее. Мне стало интересно, как что-то, что началось так хорошо, могло превратиться во зло.
На вопрос Ларри Кинга о том, чем можно объяснить быстрый рост Движения сознания Кришны в Америке, Хьюбнер ответил, что Прабхупада прибыл в Америку в самое подходящее время, когда молодое поколение разочаровалось в иудаизме и христианстве и искало новые ответы. Хьюбнер заявил, что Прабхупада не был харизматичной фигурой и что его сила была истинно духовной. Он предоставил людям новый путь, по которому они могли следовать, и сделал сознание Кришны мостом между Востоком и Западом.
Многие узнали о книге, прочитав рекламу на полстраницы в журнале Time, где говорилось: «Наркотики, извращения, насилие над детьми, убийства — всё это во имя религии. Теперь вы сможете узнать, какие они на самом деле — в ужасающей новой книге о секте, в которой практиковались любовь, простота и преданность Богу, в то время как её лидеры были поглощены жаждой денег и власти».
Название книги произошло от жестокого обычая, практикуемого индийскими крестьянами. Чтобы отвадить обезьян от воровства бананов, крестьяне вывешивают убитую обезьяну на жерди посреди банановой плантации. По замыслу авторов, обезьяной на шесте для ИСККОН стал бывший член организации Стивен Брайант, выступивший с разоблачением «коррумпированного руководства» ИСККОН. Брайант был убит в 1986 году в Лос-Анджелесе бывшим членом общины Нью-Вриндаван Томасом Дрешером.

## Сюжет
В июне 1966 года престарелый индуистский санньясин Бхактиведанта Свами Прабхупада, недавно прибывший в Нью-Йорк из Калькутты, арендует помещение бывшего магазина на Второй Авеню, где начинает давать лекции по «Бхагавад-гите» и рассказывать о Кришне. Аудитория Прабхупады в основном состоит из студентов и хиппи, которых он призывает служить Кришне, отказавшись от мясоедения, наркотиков, сигарет, кофе, чая и секса вне брака; носить традиционную индуистскую одежду; побрить головы; помечать лоб специальным знаком из глины и повторять священную мантру «Харе Кришна» 1728 раз в день. Те, кто способны сделать это, выйдут из под влияния майи, иллюзии материального мира, и станут инструментами в руках Бога. Проповедь Прабхупады привлекает его молодых слушателей, жаждующих духовной дисциплины, но отвергающих Иисуса Христа и Моисея как наскучившие символы родительского истеблишмента. Кришна, с другой стороны, очень близок контркультуре: он играл на флейте, ходил босиком, украшал себя гирляндами из цветов и танцевал с девушками-пастушками коров.
В 1967 году в Сан-Франциско один из первых учеников Прабхупады, Мукунда Даса, открывает второй храм Кришны в США и организует концерт Mantra-Rock Dance с участием Прабхупады, Дженис Джоплин, The Grateful Dead и Аллена Гинзберга. Тысячи молодых людей поют на концерте мантру «Харе Кришна». В 1968 году Джордж Харрисон и группа кришнаитов из лондонского храма Радхи-Кришны записывают пластинку с распевом мантры «Харе Кришна», которая в первый же день после выхода расходится тиражом в 70 000 экземпляров.
Международное общество сознания Кришны быстро растёт, «вырастая до невероятных размеров», в то время как некоторые из кришнаитов падают обратно в майю, вовлекаясь по пути в разного рода преступную деятельность: торговлю наркотиками, насилие над детьми, мошенничество, воровство и убийства. Для ритуального сбора пожертвований, называемого санкиртаной, кришнаиты начинают использовать набор обманных трюков. Кришнаитки переодеваются из сари в блузы с декольте и собирают по нескольку сотен долларов в день для сирот в Африке и ветеранов Войны во Вьетнаме. Некоторые из кришнаитов идут ещё на большее: Гурукрипа Свами и руководимая им «группа санкиртаны» занимается грабежом ювелирных магазинов в Японии, а кришнаиты из храма в Лагуна-Бич в Калифорнии зарабатывают миллионы долларов на контрабанде гашишного масла из Пакистана. Прибыль используется для строительства новых храмов.
После того, как неведавший о совершаемых его учениками злоупотреблениях Прабхупада умирает в 1977 году, между назначенными им 11-ю гуру-наследниками разгорается война за власть. В то время, как ученики живут в простоте и бедности, гуру состязаются между собой, покупая дорогую недвижимость и шикарные машины. Один из гуру, Хамсадутта Свами, тратит 35 000 долларов на запись религиозного рок-н-рольного альбома Nice but Dead, представляющего собой, по оценке The New York Times, «сборник нападок на других гуру под аккомпанемент гитары».
Но всех других гуру превосходит Киртанананда Свами. В 1968 году он основывает Нью-Вриндаван — кришнаитскую сельскохозяйственную общину в Западной Виргинии, названную в честь Вриндавана — святого места в Индии, где по преданию Кришна провёл своё детство. В Нью-Вриндаване, ученики носят Киртанананду на украшенном драгоценными камнями паланкине и бесплатно работают по 14 часов в день над сооружением роскошного храма, посвящённого Прабхупаде. Чтобы защититься от возможных атак карми (варваров-мясоедов или просто некришнаитов), члены общины собирают арсенал нелегального оружия. Тем временем, община становится ареной насилия и конфликтов между её членами. Возможно с ведома Киртанананды, одного из маргинальных членов Нью-Вриндавана убивают и захоранивают его останки на дне протекающей по территории общины реки. Авторы описывают, как убийца, пыряя жертву ножом, требует от неё повторять мантру «Харе Кришна», полагая, что умерев таким образом, жертва получит возможность практиковать духовную жизнь в следующем воплощении. Спустя три года, тот же кришнаит убивает в Калифорнии другого бывшего члена ИСККОН, Стивена Брайанта, сделавшего достоянием публики факты о преступной деятельности Киртанананды.
В предисловии к книге Хьюбнер и Грусон пишут, что «Сознание Кришны несёт в себе мудрость религий Востока и может много чего предложить Америке. По всему миру даже сегодня существуют сотни искренних, благородных кришнаитов, воспевающих „Харе Кришна“». Авторы также отмечают, что, как правило, после смерти харизматичного лидера-основателя в новых религиозных движениях наступает кризисный период. Успех миссии движения или её провал зависит от того, как пришедшие на смену лидеры будут распространять учение основателя. Одной из основных причин кризисной ситуации, возникшей в ИСККОН после смерти Прабхупады, авторы называют желание многих гуру «стать Прабхупадой, а не распространять учение Прабхупады». По этой причине, по мнению авторов, к середине 1980-х годов ИСККОН «превратился в группу соперничавших между собой культов, в которых практиковались убийства, насилие над женщинами и детьми, торговля наркотиками и мошенничество, которые удивили бы даже дона итальянской мафии». Однако, авторы отмечают, что с 1987 года реформаторы внутри ИСККОН ведут работу по очищению организации от всех описанных в книге ужасов, в надежде восстановить чистые духовные принципы, на которых была основана организация.

## Отзывы о книге
Различного рода рецензии на книгу появились во многих ведущих американских СМИ.
Журналист Энни Фадиман писала в The New York Times, что «Обезьяна на палке» при прочтении производит впечатление халтуры, написанной в живом темпе, но вульгаризированной воровским сленгом и чудовищными клише. По её мнению книга изобилует «драматизированными» сценами, хотя сам материал достаточно сенсационен и в драматизации не нуждался. Фадиман, однако, признаёт наличие у авторов «таланта хороших рассказчиков», в особенности в тех частях книги, где они «воздерживаются от размышлений и анализа» и сосредотачиваются на том, что их действительно интересует — «раздобытых с таким усердием скандальных фактах». Фадиман отмечает, что «лучше всего у авторов получается описание коррупции и насилия, начавших проникать в Международное общество сознания Кришны…».
Журналист Р. Шеппард писал в журнале Time, что с целью рассказать историю «о проблемах в нирване», Хьюбнер и Грусон использовали обычные методы жанра документального детектива. По его мнению информация, основанная на слухах, была преподнесена авторами как достоверная, свидетельства очевидцев были «энергично драматизированы». Он отмечает, что некоторые из героев книги были выдуманы или представлены под псевдонимами. Шеппард также указывает, что в книге присутствуют вымышленные диалоги, драматизированные в расчёте произвести максимальный эффект на читателя. В качестве примера он приводит описанную в книге сцену убийства, в которой жертву «также трудно убить, как Распутина»: в неё многократно стреляют, её колят ножом и избивают дубинкой.
В 1997 году Нори Мустер (бывший член ИСККОН, в 1980-е годы работавшая в ИСККОН в отделе по связям с общественностью) писала в своей книге «Предательство духа», что «Обезьяна на палке» сыграла на самых глубоких страхах американской публики. По её мнению чтобы представить ИСККОН как секту, руководимую преступниками, авторы «Обезьяны на палке» сплели вместе два нью-вриндаванских убийства, случай с хранением нелегального оружия Хамсадуттой в храме в Беркли и участие кришнаитов из храма в Лагуна-Бич в трафике наркотиков.
Журналист Марк Вуд писал в британской газете The Daily Telegraph, что «Обезьяна на палке» содержит «множество откровений о Движении сознания Кришны в Америке» и читается как захватывающий детективный триллер. Он отметил, что Хьюбнер и Грусон «использовали все приёмы детективного романа» с целью вовлечь читателя в реальную историю о том, как «убийства, наркотики и мошенничество превратили духовные чаяния целого поколения в кошмар». По мнению Вуда, «триллерный аспект книги послужил для Хьюбера и Грусона фоном для социального исследования кришнаитского движения».  К недостаткам книги Вуд отнёс её структуру: факты и данные, делающие книгу более достоверной, были похоронены в примечаниях в самом её конце.
Религиовед и политолог Майкл Баркун отмечал, что по мнению критиков-сторонников ИСККОН, книга была написана авторами в погоне за сенсациями и многие из представленных в ней фактов преувеличены и искажены. Описанное могло быть правдой для отдельных кришнаитских общин, но не для всего ИСККОН.
Религиовед С. М. Дударенок в своей монографии «Нетрадиционные религии на Дальнем Востоке: история и современность» отмечает, что хотя книга «Обезьяна на палке» «рассказывает не о руководителях МОСК, а о группе, которая была исключена из этой организации и, благодаря помощи руководства МОСК, привлечена к суду за свою преступную деятельность, противники новых религиозных движений ссылаются на неё, стремясь дискредитировать МОСК и его руководство».

## В судебной практике
В тексте решения Хорошевского межмуниципального народного суда СЗАО г. Москвы от 21 мая 1997 года по делу об иске из-за брошюры «10 вопросов…» говорится, что допрошенные на суде в качестве свидетелей эксперты (со стороны ответчиков: Йоханнес Огор, пастор Томас Гандоу, профессор Клэр Шамполион; со стороны истцов: Айлин Баркер и Джеймс Ричардсон) подтвердили, что, хотя книга была написана журналистами с использованием художественных приёмов, описанные в ней факты совершения преступлений кришнаитами имели место в действительности.